# Alexandra Stewart
Alexandra Stewart, född 10 juni 1939 i Montreal, Québec, är en kanadensisk-fransk skådespelerska.

## Roller i urval
- 1959 – Farliga förbindelser
- 1960 – Exodus
- 1962 – Climats
- 1963 – Die endlose Nacht
- 1963 – Tag mitt liv
- 1966 – Helgonet (TV-serie)
- 1968 – Bruden bar svart
- 1969 – Sirenen från Mississippi
- 1971 – Zeppelin - luftens slagskepp
- 1973 – Dag som natt
- 1974 – Skottpengar
- 1977 – Farväl Emmanuelle
- 1980 – Den sista jakten
- 1980 – Utrikesreportern
- 1984 – Mistrals dotter (TV-serie)
- 1986 – Under the Cherry Moon
- 1988 – Champagnekungen (TV-serie)
- 1988 – Frantic
- 1994 – Highlander (TV-serie)
- 2000 – Under sanden
- 2005 – Mon petit doigt m'a dit...